# Dubbele koppeling
Een dubbele koppeling is een verbinding tussen twee lagen in een organisatie en bestaat uit (tenministe) twee personen, namelijk de leidinggevende en één of meer gekozen afgevaardigden. 
Een dubbele koppeling heeft als doel de informatiestroom tussen twee niveaus in de organisatie zeker te stellen en belangen te scheiden. Een enkele koppeling zoals de Linking pin van Rensis Likert heeft als nadeel dat de manager die de link vormt, zowel de belangen van het management als de belangen van de werknemers moet behartigen. Bij de dubbele koppeling is dit gescheiden. De leidinggevende vertegenwoordigt het belang van het management en de afgevaardigde dat van de medewerkers van de afdeling.
De dubbele koppeling maakt deel uit van de sociocratische kringorganisatiemethode en wordt daar gebruikt voor de verbinding van sociocratische cirkels.